# قائمة مراكز التسوق في الإمارات العربية المتحدة
هذه قائمة بمراكز التسوق في دوله الإمارات العربية المتحدة.

## إمارة أبوظبي

### ابوظبي
- أبو ظبي مول
- المارية مول
- المقطع مول
- الراحة مول
- الوحدة مول
- بوابة الشرق مول
- كابيتال مول (المركز الصيني)، المصفح
- سيتي سنتر مصدر، مدينة مصدر
- دلما مول، المصفح
- ديرفيلدز مول
- الفرسان سنترال مول، مدينة خليفة
- الخالدية مول
- مركز مدينة زايد للتسوق
- مارينا مول
- مزيد مول، المصفح
- مشرف مول
- نيشن تاورز مول
- باراجون باي مول، جزيرة الريم
- الريم مول، جزيرة الريم
- شمس بوتيك مول، جزيرة الريم
- الغاليريا، جزيرة الماريه
- المول، مركز التجارة العالمي أبو ظبي
- ياس مول، جزيرة ياس

### العين
- العين مول
- الفوعة مول
- الجيمي مول
- براري أوتليت مول
- بوادي مول
- هيلي مول
- رمال مول العين

### الرويس
- الرويس مول

## عجمان
- سيتي سنتر عجمان
- غراند مول عجمان

## إمارة دبي
- أرابيان سنتر
- برجمان
- ديرة سيتي سنتر
- المعيصم سيتي سنتر
- سيتي سنتر مردف
- سوق التنين
- دبي فستيفال سيتي مول
- دبي هيلز مول
- دبي مول
- دبي مارينا مول
- دبي أوتلت مول
- مول ابن بطوطة
- مول العرب
- مول الإمارات
- مركز ميركاتو للتسوق
- النخيل مول
- وافي مول
- سيتي ووك

- مركز الغرير (المرقبات)
- مدينة مول
- سيتي لاند مول
- جاليريا مول (الجميرا)
- جاليريا مول (البرشاء)
- مركز تايمز سكوير (القوز)
- الواحة مول
- فيرست افنيو مول
- سنشري مول
- البرشاء مول (بجانب حديقة البرشاء بوند)
- سيركل مول (قرية جميرا الدائرية)
- اتحاد مول
- المزهر مول
- مركز اللولو – قرية اللولو
- مركز أبوهيل
- ريف مول
- سيليكون سنترال مول
- سيتي سنتر الشندغة

## إمارة الشارقة
- قرية الشعب

- الشارقة سيتي سنتر
- مركز صحارى
- سفير مول
- الرولة مول
- ميجا مول
- سفاري مول
- سيتي سنتر الزاهية
- الواحة مول

## إمارة رأس الخيمة
- المنار مول
- الحمراء مول
- راك مول
- النعيم مول
- ماي سيتي سنتر

## إمارة أم القيوين
- مول أم القيوين
- الصين مول
- سيتي مول

## إمارة الفجيرة
- الفجيرة مول
- سيتي سنتر الفجيرة
- سنشري مول الفجيرة